# Büren (Lotte)
Büren ist ein Ortsteil der Gemeinde Lotte im nordrhein-westfälischen Kreis Steinfurt. Am 24. Januar 2018 hatte Büren 4566 Einwohner, die auf einer Fläche von 331 ha lebten.
Der Ort liegt nordöstlich des Kernortes Lotte an der am südlichen Ortsrand verlaufenden Landesgrenze zu Niedersachsen. Nördlich fließt die Hase und der Stichkanal Osnabrück, westlich verläuft die A 1. Südlich – auf niedersächsischem Gebiet – verläuft die Landesstraße L 88. Nachbarort – auch auf niedersächsischem Gebiet – ist das südöstlich gelegene Eversburg, ein Stadtteil von Osnabrück.
Die Haupterschließung des Ortsteils bildet der Strotheweg. Entlang von diesem liegen Wohngebiete, im Westen des Ortsteils gibt es ein Industriegebiet. Nördlich der Wohngebiete liegen landwirtschaftliche Flächen. Der Osten des Ortsteils wurde auf mittlerweile verfüllten Klärteichen für Grubenwasser der wenige Kilometer entfernten Zeche Piesberg gebaut.
In Büren gibt es die Grundschule Regenbogen, das Gemeinschaftszentrum Elly-Heuss-Begegnungsstätte, die Kindertagesstätte Regenbogen und das Familienzentrum Kinderland. Im Bereich Richard-Eberlein-Straße/Berliner Platz befindet sich das Ortszentrum mit Nahversorgungsangeboten, weitere Geschäfte gibt es an der Stadtgrenze zu Osnabrück im Bereich Bergstraße/Landwehrstraße. Am Kirchweg liegt die evangelische Friedenskirche. Büren verfügt über einen Sportplatz mit zwei Fußballfeldern, Tennisplätzen und Leichtathletikanlage, auf dem der SV Büren 2010 e.V. trainiert.
Am Westfalenplatz (Haltestelle „Eversburg/Büren“) endet die Buslinie R16 aus Richtung Osnabrück, durch Büren verkehrt die Linie R16 in Richtung Wersen und Westerkappeln. Bei einer geplanten Reaktivierung der Tecklenburger Nordbahn soll Büren über die neuen Bahnhaltepunkte „Eversburg/Büren“ und „Kromschröder“ angebunden werden.

## Sehenswürdigkeiten
In der Liste der Baudenkmäler in Lotte (Westfalen) ist für Büren kein Baudenkmal aufgeführt.